# Thomas Campbell
Thomas Campbell (Glasgow, 27 de julho de 1777 — Boulogne, 15 de junho de 1844) foi um poeta escocês principalmente lembrado por sua poesia sentimental em lidar especialmente com assuntos humanos. Foi um dos iniciadores de um plano para fundar o que se tornou a Universidade de Londres. Em 1799, escreveu "The Pleasures of Hope" (Os prazeres da Esperança), uma pesquisa tradicional do século XVIII em dísticos heroicos. Produziu várias canções emocionantes sobre guerras patrióticas—"Ye Mariners of England" (Vós Marinheiros da Inglaterra), "The Soldier's Dream" (O Sonho do Soldado), "Hohenlinden" e em 1801, "The Battle of the Baltic".

## Carreira
Em 1799, seis meses após a publicação das Lyrical Ballads of Wordsworth e Coleridge, "The Pleasures of Hope" foi publicado. É um poema retórico e didático ao gosto de sua época, e se deve muito ao fato de tratar de temas próximos do coração dos homens, como a Revolução Francesa, a partição da Polônia e a escravidão negra. Seu sucesso foi instantâneo. Ele foi para o exterior em junho de 1800 sem nenhum objetivo muito definido, visitou Gottlieb Friedrich Klopstock em Hamburgo e foi para Regensburg, que foi tomada pelos franceses três dias após sua chegada. Ele encontrou refúgio em um mosteiro escocês. Algumas de suas melhores letras, "Hohenlinden", "Ye Mariners of England" e "The Soldier's Dream" (que mais tarde foi criada por Beethoven), pertencem à sua turnê alemã. Ele passou o inverno em Altona, onde conheceu um exilado irlandês, Anthony McCann, cuja história sugeria O Exílio de Erin.
Ele tinha então a intenção de escrever um épico sobre Edimburgo com o título "A Rainha do Norte". Com a eclosão da guerra entre a Dinamarca e a Inglaterra, ele voltou correndo para casa, a "Batalha do Báltico" (poema) sendo esboçada logo depois. Em Edimburgo, ele foi apresentado ao primeiro Lord Minto, que o levou no ano seguinte a Londres como secretário ocasional. Em junho de 1803 apareceu uma nova edição dos "Prazeres da Esperança", à qual algumas letras foram adicionadas.
Em 1803, Campbell casou-se com sua prima em segundo grau, Matilda Sinclair, e se estabeleceu em Londres. Ele foi bem recebido na sociedade whig, especialmente na Holland House. Suas perspectivas, entretanto, eram mínimas quando, em 1805, ele recebeu uma pensão do governo de £ 200. Naquele ano, os Campbells se mudaram para Sydenham. Nessa época, Campbell trabalhava regularmente no jornal Star, para o qual traduzia as notícias estrangeiras. Em 1809, ele publicou um poema narrativo na estrofe Spenserian, Gertrude of Wyoming - referindo-se ao Vale do Wyoming da Pensilvânia e ao Massacre do Vale do Wyoming - com a qual foram impressas algumas de suas melhores letras. Ele era lento e fastidioso na composição, e o poema sofria de excessiva elaboração. Francis Jeffrey escreveu ao autor:
"Sua timidez ou meticulosidade, ou alguma outra qualidade velhaca, não permitirá que você dê suas concepções brilhantes, ousadas e poderosas, como elas se apresentam; mas você deve corrigir, refinar e suavizá-las, de fato, até a metade de sua natureza e a grandeza é esculpida para longe deles. Acredite em mim, o mundo nunca saberá quão verdadeiramente você é um grande e original poeta até que você se atreva a lançar diante dele algumas das pérolas ásperas de sua fantasia." 
Em 1812, ele proferiu uma série de palestras sobre poesia em Londres na Royal Institution; e ele foi instado por Sir Walter Scott a se tornar um candidato à cadeira de literatura na Universidade de Edimburgo. Em 1814 ele foi para Paris, onde conheceu o velho Schlegel, o Barão Cuvier e outros. Suas ansiedades pecuniárias foram aliviadas em 1815 por um legado de £ 4 000. Ele continuou a se ocupar com seus Specimens of the British Poets, cujo desenho havia sido projetado anos antes. A obra foi publicada em 1819. Contém uma seleção com breves vidas dos poetas, e tem como prefixo um ensaio crítico sobre poesia. Em 1820 ele aceitou o cargo de editor da New Monthly Magazine, e no mesmo ano fez mais uma turnê na Alemanha. Quatro anos depois apareceu seu "Theodric", um poema da vida doméstica não muito bem sucedido.

## Outras obras de Campbell incluem
Life of Mrs Siddons (1834), e um poema narrativo, "The Pilgrim of Glencoe" (1842). Veja The Life and Letters of Thomas Campbell (3 vols., 1849), editado por William Beattie, MD; Reminiscências e memórias literárias de Thomas Campbell (1860), de Cyrus Redding; As obras poéticas completas de Thomas Campbell (1860); As Obras Poéticas de Thomas Campbell (1875), na Edição Aldine dos Poetas Britânicos, editada pelo Rev. V. Alfred Hill, com um esboço da vida do poeta por William Allingham; e a edição Oxfordof the Complete Works of Thomas Campbell (1908), editado por J. Logie Robertson. Ver também Thomas Campbell de J. Cuthbert Hadden, (Edimburgo: Oliphant, Anderson e Ferrier, 1899, Famous Scots Series), e uma seleção de Lewis Campbell (1904) para a Golden Treasury Series.

## Vida posterior
Campbell teve participação ativa na fundação da University College London (originalmente conhecida como London University), visitando Berlim para investigar o sistema alemão de educação e fazendo recomendações que foram adotadas por Lord Brougham. Ele foi eleito Lorde Reitor da Universidade de Glasgow (1826-1829) na competição contra Sir Walter Scott. Campbell aposentou-se da editoria da New Monthly Magazine em 1830 e, um ano depois, fez uma aventura malsucedida com a The Metropolitan Magazine. Ele havia defendido a causa dos poloneses em "Os Prazeres da Esperança" e as notícias da captura de Varsóvia pelos russos em 1831 o afetou como se tivesse sido a mais profunda das calamidades pessoais. "A Polônia ataca meu coração noite e dia", escreveu ele em uma de suas cartas, e sua simpatia encontrou expressão prática na fundação em Londres da Associação Literária dos Amigos da Polônia. Em 1834 ele viajou para Paris e Argel, onde escreveu suas Letters from the South (impressas em 1837).

Sua esposa morreu em 1828. De seus dois filhos, um morreu na infância e o outro enlouqueceu. Sua própria saúde foi prejudicada e ele gradualmente se retirou da vida pública. Ele morreu em Boulogne em 15 de junho de 1844 e foi enterrado em 3 de julho de 1844 na Abadia de Westminster em Poet's Corner.